# Петти-офицер I класса

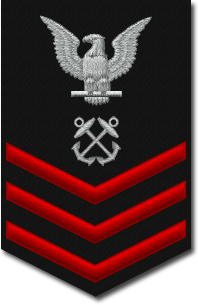
Нашивка петти-офицера I класса военно-морских сил США и Береговой охраны Вооруженных сил страны

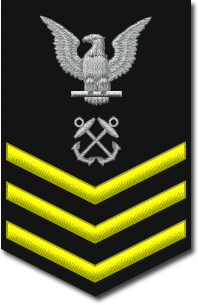
Нашивка петти-офицера I класса ВМС США с золотыми шевронами за безупречную выслугу 12 и более лет

Петти-офицер I класса (англ. Petty Officer First Class) (PO1) — воинское звание петти-офицеров из состава военно-морских сил США и Береговой охраны Вооруженных сил страны. Воинское звание петти-офицера I класса также существует в Кадетском корпусе ВМС США.
В Военно-морских силах США это звание относится к шестой ступени военной иерархии (E-6) и находится ниже звания чиф-петти-офицер и выше звания петти-офицер II класса.
В Вооруженных силах США званию петти-офицера II класса соответствуют: штаб-сержант — в Армии США, техник-сержант — в ВВС США, штаб-сержант — в Корпусе морской пехоты США.

## Петти-офицер I класса
В Военно-морских силах США каждый петти-офицер, в зависимости от специальности или специализации на боевом корабле и т. д., имеет особое официальное сокращение для своего звания, например, «ET» для техника электронных систем, «STS» для техника сонара подводных лодок или «FT» для специалиста систем управления огнём. В сочетании со званием петти-офицера, это сокращение дает представление о полном звании военнослужащего, например «ЕТ1» — техник электронных систем первого класса.
Продвижение по службе военнослужащегo ВМС или Береговой охраны осуществляется на общих правилах, которые одинаковы для петти-офицеров второго и третьего классов, и зависят от следующих условий:
- завершено прохождения службы (3 полных календарных года в звании петти-офицера II класса или 2 года при условии получения рекомендации на досрочное присвоение следующего воинского звания за особые заслуги и выдающуюся службу, которое оформляется надлежащим образом при проведении периодической аттестации военнослужащего);
- рекомендуется непосредственным командиром для продвижения по службе;
- получил средний балл производительности своей служебной деятельности;
- не планируется добровольный перевод в резерв флота.

Современными руководствами максимальный срок пребывания на должности петти-офицера I класса в военно-морском флоте определен в 20 лет (по суммарной выслуге лет). В случае если петти-офицер I класса не переводится на должность, соответствующую званию чиф-петти-офицера, он с почётом увольняется с действительной службы в ВМС США и переводится в Резерв ВМС на срок до десяти лет. Если за это время резервист не будет вновь вызван на действительную военную службу (в случае объявления состояния войны или чрезвычайного положения), то после 30 лет суммарной выслуги лет он уходит в отставку.

## Знаки различия
Знаком различия петти-офицера I класса является нарукавная нашивка с орлом, которая размещена выше эмблемы специалиста флота и трёх шевронов. На белых мундирах носятся орёл, эмблемы специалиста и шевроны тёмно-синего цвета. На тёмно-синей (чёрной) форме носятся орёл и эмблемы специалиста белого цвета, а также шевроны красного цвета. Если петти-офицер служил в ВМС 12 лет и более и имеет отличное поведение, то на нарукавной нашивке он носит золотые шевроны; в Береговой охране эти шевроны не носятся.
На рабочей форме одежды, а также на камуфляжной форме ВМС, отсутствует эмблема специалиста, а знаки различия выполнены в приглушённых тонах без цветных отрезков.